# Attacca (minialbum)
Attacca – dziewiąty koreański minialbum południowokoreańskiej grupy Seventeen, wydany 22 października 2021 roku przez Pledis Entertainment. Płytę promował singel „Rock with you”.

## Lista utworów
| CD | CD | CD                                                                                      | CD                                                                                   | CD                                                                  | CD      |
| Nr | Tytuł utworu                                                                                          | Tekst                                                                                   | Kompozycja                                                                           | Aranżacja                                                           | Długość |
| -- | --- | --------------------------------------------------------------------------------------- | ------------------------------------------------------------------------------------ | ------------------------------------------------------------------- | ------- |
| 1. | „Soyongdoli” (kor. 소용돌이, ang. To You)                                                             | Woozi, Bumzu                                                                            | Woozi, Bumzu, Nmore (Prismfilter)                                                    | Park Gi Tae (Prismfilter)                                           | 3:45    |
| 2. | „Rock with you”                                                                                       | Woozi, Bumzu, Vernon, Joshua, Kim In-hyun, Jordan Witzigreuter, Cameron Walker, Tim Tan | Woozi, Bumzu, Josh McClelland, Matt Terry, Witzigreuter, Walker, Tan                 |                                                                     | 3:00    |
| 3. | „Crush”                                                                                               | Woozi, Bumzu, Vernon, Higher Baby, Analise Hoveyda                                      | Woozi, Bumzu, Park Seul Gi (20Hz), Higher Baby, Hoveyda, Tiyon "TC" Mack, Tesung Kim |                                                                     | 2:49    |
| 4. | „PANG!” (wyk. Performance Unit)                                                                       | Woozi, Bumzu, Hoshi, Dino                                                               | Woozi, Bumzu, Poptime, Bir$day (Prismfilter), HeyFarmer (Prismfilter), Dino          | Bumzu, Poptime, Bir$day (Prismfilter), HeyFarmer (Prismfilter)      | 2:58    |
| 5. | „Maeil geudaelaseo haengboghada” (kor. 매일 그대라서 행복하다, ang. Imperfect Love) (wyk. Vocal Unit) | Woozi, Bumzu                                                                            | Woozi, Bumzu, Park Gi Tae (Prismfilter)                                              | Woozi, Bumzu, Park Gi Tae (Prismfilter), Lee Beom Hun (Prismfilter) | 3:24    |
| 6. | „Geuliwohaneun geoskkaji” (kor. 그리워하는 것까지, ang. I Can't Run Away) (wyk. Hip Hop Unit)         | S.Coups, Wonwoo, Mingyu, Vernon, Woozi, Bumzu                                           | Wonwoo, Mingyu, Woozi, Bumzu, Ohway! (Prismfilter), Vernon                           | Bumzu, Ohway! (Prismfilter)                                         | 3:30    |
| 7. | „2 Minus 1” (Digital Only) (wyk.Joshua, Vernon)                                                       | Joshua, Vernon                                                                          | Joshua, Vernon, Woozi, Bumzu, HeyFarmer (Prismfilter)                                | Bumzu, HeyFarmer (Prismfilter)                                      | 3:13    |

## Notowania
| Lista                                    | Pozycja |
| ---------------------------------------- | ------- |
| Gaon Weekly Album Chart                  | 1       |
| Austrian Albums (Ö3 Austria Top 40)      | 37      |
| Belgian Albums (Ultratop Flanders)       | 55      |
| Belgian Albums (Ultratop Wallonia)       | 83      |
| Canadian Albums (Billboard)              | 48      |
| Finnish Albums (Suomen virallinen lista) | 37      |
| German Albums (Offizielle Top 100)       | 26      |
| Oricon Weekly Album Chart (Japonia)      | 1       |
| Billboard Japan Hot Albums               | 1       |
| Swiss Albums (Schweizer Hitparade)       | 69      |
| Billboard 200                            | 13      |
| World Albums (Billboard)                 | 1       |

## Sprzedaż
| Kraj             | Sprzedaż   |
| ---------------- | ---------- |
| Japonia          | 340 410+   |
| Korea Południowa | 2 120 058+ |